# Tel est pris qui croyait prendre (film, 1994)
Pour les articles homonymes, voir Tel est pris qui croyait prendre.
Pour plus de détails, voir Fiche technique et Distribution.
Tel est pris qui croyait prendre (The Ref) est un film américain réalisé par Ted Demme, sorti en 1994.

## Synopsis
Un cambrioleur se retrouve le soir de Noël confronté à une famille de fous.

## Fiche technique
- Titre français : Tel est pris qui croyait prendre
- Titre original : The Ref
- Réalisation : Ted Demme
- Scénario : Marie Weiss, Richard LaGravenese
- Musique : Dave Stewart
- Pays d'origine :  États-Unis
- Genre : Comédie noire
- Durée : 93 minutes
- Date de sortie : 9 mars 1994

## Distribution
- Denis Leary (VF : Dominique Collignon-Maurin) : Gus
- Judy Davis (VF : Frédérique Tirmont) : Caroline Chasseur
- Kevin Spacey (VF : Bernard Alane) : Lloyd Chasseur
- Robert J. Steinmiller Jr. (en) (VF : Hervé Rey): Jesse Chasseur
- Glynis Johns (VF : Paule Emanuele) : Rose Chasseur
- Raymond J. Barry (VF : Georges Berthomieu) : le lieutenant Huff
- Richard Bright : Murray
- Christine Baranski : Connie Chasseur
- Adam LeFevre : Gary Chasseur
- Phillip Nicoll : John Chasseur
- Ellie Raab : Mary Chasseur
- Bill Raymond (VF : Yves Barsacq) : George
- John Scurti (en) : Lieutenant Steve Milford
- Jim Turner : Phil
- Ron Gabriel : Limo Driver
- Edward Saxon : Mike Michaels
- Kenneth Utt : Jeremiah Willard
- Robert Ridgely : Bob Burley
- J. K. Simmons (VF : Serge Blumenthal) : Siskel
- B. D. Wong : Dr Wong

## Production

### Attribution des rôles
C'est le premier rôle de J. K. Simmons au cinéma. Son personnage de Siskel est une parodie du critique de cinéma Gene Siskel, considérant cela comme une vengeance du scénariste Richard LaGravenese ; deux ans plus tôt, le critique Siskel, avec son associé Roger Ebert, avait critiqué la nomination de LaGravenese à l'Oscar du meilleur scénario original pour The Fisher King,.